# Lorraine Lokoka
Lorraine Lokoka (Kinshasa, 29 ottobre 1989) è una cestista della Repubblica Democratica del Congo naturalizzata francese.